# Lucas José Obes

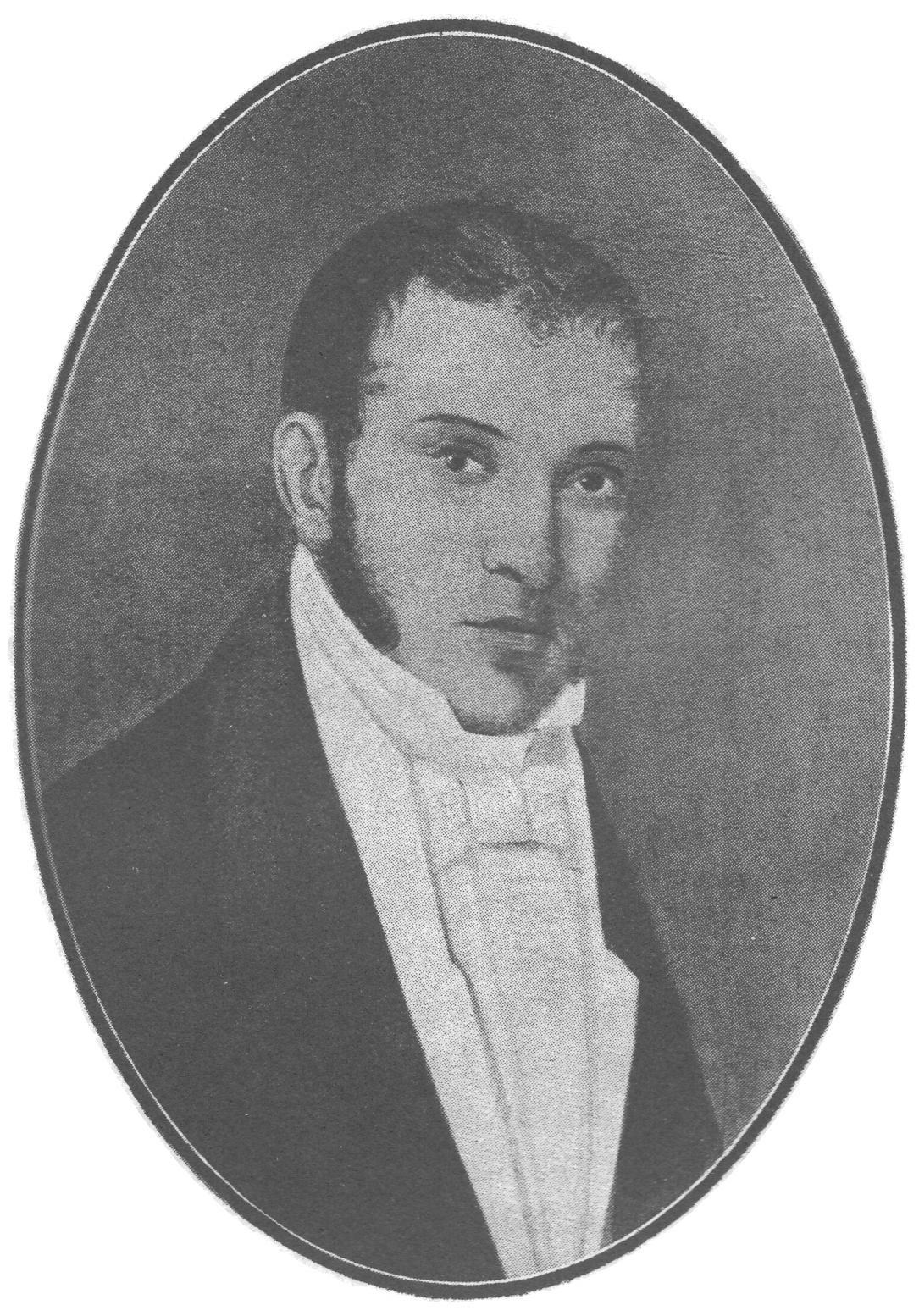
Lucas José Obes (ca. 1810)

Lucas José Obes (* 1782 in Buenos Aires; † im November 1838 in Niterói, Brasilien) war ein uruguayischer Politiker argentinischer Herkunft.

## Leben
Er studierte zunächst am Colegio Nacional Nuestra Señora de Monserrat in Córdoba, um sein Studium dann in Madrid zu beenden. Von dort kehrte der als Rechtsanwalt tätige Obes 1804 an den Río de la Plata zurück und ließ sich in Montevideo nieder. Später führte ihn sein Weg dann erneut in seine Geburtsstadt, wo er Berater des Vize-Königs Baltasar de Cisneros wurde und sowohl vor als auch nach der Mai-Revolution in Kontakt mit Mariano Moreno stand.
1810 ging er dann erneut nach Montevideo, wurde von Gouverneur Gaspar de Vigodet verhaftet, als Gefangener nach Spanien geschickt und landete schließlich in London.
Im Jahr 1814 erfolgte seine abermalige Rückkehr nach Südamerika in die Banda Oriental, bevor es ihn 1821 wieder nach Buenos Aires zog. Dort wurde er aufgrund eines wenig klaren Vorfalls erneut einige Wochen inhaftiert.
Nach seiner Entlassung verlagerte er seinen Wohnort zum wiederholten Male nach Montevideo. Hier betätigte er sich als enthusiastischer Unterstützer der uruguayischen Unabhängigkeit und wurde schließlich in der Regierung Juan Antonio Lavallejas sowie unter José Rondeau Finanzminister.
Vom 20. Dezember 1833 bis zum 7. Januar 1835 übte er dann noch das Amt des Außenministers von Uruguay aus. Sein Nachfolger wurde José Maria Reyes.